# Női 50 méteres gyorsúszás a 2005. évi nyári európai ifjúsági olimpiai fesztiválon
A 2005. évi nyári európai ifjúsági olimpiai fesztiválon az úszás női 50 méteres gyorsúszás versenyeit július 7-én rendezték, Lignano Sabbiadoróban.

## Előfutamok
| H  | F | Név                      | Nemzet              | E     | Mj |
| -- | - | ------------------------ | ------------------- | ----- | -- |
| 1  | 3 | Lisa Vitting             | Németország         | 27.31 | QA |
| 2  | 2 | Delph Scorpolini - Roche | Franciaország       | 27.40 | QA |
| 3  | 2 | Lauren Collins           | Egyesült Királyság  | 27.54 | QA |
| 4  | 4 | Nathalie Lindborg        | Svédország          | 27.65 | QA |
| 5  | 4 | Jolien Sysmans           | Belgium             | 27.79 | QA |
| 6  | 2 | Maria Liosi              | Görögország         | 27.81 | QA |
| 7  | 4 | Elisa Cimarosto          | Olaszország         | 27.92 | QA |
| 8  | 3 | Kateryna Dikidzhi        | Ukrajna             | 27.99 | QA |
| 9  | 2 | Kovács Anett             | Magyarország        | 28.06 | QB |
| 10 | 4 | Cristina Sutilo          | Spanyolország       | 28.09 | QB |
| 11 | 3 | Oxana Shlapakova         | Oroszország         | 28.21 | QB |
| 12 | 2 | Gizem Cam                | Törökország         | 28.28 | QB |
| 13 | 3 | Michaela Reckova         | Szlovákia           | 28.52 | QB |
| 14 | 3 | Pernille Larsen          | Dánia               | 28.53 | QB |
| 14 | 4 | Lea Kos                  | Szlovénia           | 28.59 | QB |
| 16 | 1 | Katlin Tonning           | Észtország          | 28.60 | QB |
| 17 | 4 | Karina Wlostowska        | Lengyelország       | 28.63 |    |
| 18 | 3 | Clelia Tini              | San Marino          | 28.70 |    |
| 19 | 3 | Ekaterina Avramova       | Bulgária            | 28.73 |    |
| 19 | 1 | Sniazhana Autukhovich    | Fehéroroszország    | 28.73 |    |
| 21 | 2 | Carolina Bebiano         | Portugália          | 28.86 |    |
| 22 | 2 | Elize Janberga           | Lettország          | 28.94 |    |
| 23 | 1 | Loredana Elena Scutaru   | Románia             | 29.23 |    |
| 24 | 4 | Berglin Adalsteinsdottir | Izland              | 29.31 |    |
| 25 | 1 | Margareta Vudric         | Horvátország        | 29.47 |    |
| 26 | 3 | Elisabeth Strigl         | Ausztria            | 29.50 |    |
| 27 | 2 | Karolina Dryzaite        | Litvánia            | 29.78 |    |
| 28 | 1 | Justiina Gasman          | Finnország          | 29.81 |    |
| 29 | 4 | Marija Vujasin           | Bosznia-Hercegovina | 31.03 |    |

## Döntő
| A döntő | A döntő                  | A döntő            | A döntő | A döntő |
| H       | Név                      | Nemzet             | E       | Mj      |
| ------- | ------------------------ | ------------------ | ------- | ------- |
| Arany   | Delph Scorpolini - Roche | Franciaország      | 27.12   |         |
| Ezüst   | Nathalie Lindborg        | Svédország         | 27.21   |         |
| Bronz   | Lisa Vitting             | Németország        | 27.31   |         |
| 4       | Lauren Collins           | Egyesült Királyság | 27.39   |         |
| 4       | Maria Liosi              | Görögország        | 27.49   |         |
| 6       | Jolien Sysmans           | Belgium            | 27.63   |         |
| 7       | Elisa Cimarosto          | Olaszország        | 27.94   |         |
| 8       | Kateryna Dikidzhi        | Ukrajna            | 28.03   |         |
| B döntő |                          |                    |         |         |
| H       | Név                      | Nemzet             | E       | Mj      |
| 1       | Kovács Anett             | Magyarország       | 27.90   |         |
| 2       | Cristina Sutilo          | Spanyolország      | 28.00   |         |
| 3       | Gizem Cam                | Törökország        | 28.02   |         |
| 4       | Michaela Reckova         | Szlovákia          | 28.26   |         |
| 5       | Pernille Larsen          | Dánia              | 28.65   |         |
| 6       | Lea Kos                  | Szlovénia          | 28.90   |         |
| 7       | Karina Wlostowska        | Lengyelország      | 28.96   |         |
| 8       | Katlin Tonning           | Észtország         | 28.98   |         |